# Globish (Gogate)
Globish ['glɒ.bɪʃ] (também conhecido como parallel english) é um dialeto artificial da língua inglesa criada pelo linguista armador Madhuar Gogate.
A sua principal característica é a revisão da escrita, adicionando novos dígrafos e uniformizando o uso de letras, goblish possui uma fonologia semelhante a do dialeto indiano, cuja é o dialeto nativo de Madhukar Gogate.

## Alfabeto
Goblish usa o alfabeto latino comum. Sem o uso de diacríticos ou maiúsculas 
| letra  | a | b | d | e | f | g | h | i | j  | k | l | m | n | o | p | r | s | t | u | v | x     | y | z |
| ------ | - | - | - | - | - | - | - | - | -- | - | - | - | - | - | - | - | - | - | - | - | ----- | - | - |
| fonema | æ | b | d | ɛ | f | g | h | ɪ | d͡ʒ | k | l | m | n | ɒ | p | r | s | t | ʊ | v | ks~gz | j | z |

| digrafos | ch | dh | ng | sh | th | zh |
| -------- | -- | -- | -- | -- | -- | -- |
| fonema   | t͡ʃ | ð  | ŋ  | ʃ  | θ  | ʒ  |